# دروخترزن
دروخترزن (به آلمانی: Drochtersen) یک شهر در آلمان است که در Stade واقع شده‌است. دروخترزن ۱۲٬۲۵۷ نفر جمعیت دارد.